# Tetraloniella nigriceps
Tetraloniella nigriceps är en biart som först beskrevs av Morawitz 1895.  Tetraloniella nigriceps ingår i släktet Tetraloniella och familjen långtungebin. Inga underarter finns listade i Catalogue of Life.